# Ridens
Ridens là một chi bướm ngày thuộc họ Bướm nâu.

## Các loài
- Ridens allyni Freeman, 1979 Mexico, Guatemala
- Ridens bidens Austin, 1998 Brazil (Rondônia).
- Ridens biolleyi (Mabille, 1900) Costa Rica
- Ridens bridgmani (Weeks, 1902) Ecuador, Bolivia, Brazil
- Ridens crison (Godman & Salvin, [1893])
  - R. crison crison Guatemala, Mexico
  - R. crison cachinnans (Godman, 1901) Panama
  - R. crison howarthi  Steinhauser, 1974 El Salvador
- Ridens fieldi Steinhauser, 1974 Guatemala
- Ridens fulima Evans, 1952 Brazil (Espírito Santo)
- Ridens fulminans (Herrich-Schäffer, 1869) Mexico to Brazil
- Ridens harpagus (C. & R. Felder, 1867) Colombia
- Ridens mephitis (Hewitson, 1876) Mexico, Panama, Peru, Bolivia, Venezuela
- Ridens mercedes Steinhauser, 1983 Mexico
- Ridens miltas (Godman & Salvin, [1893]) Mexico
- Ridens nora Evans, 1952 Peru
- Ridens pacasa (Williams, 1927) Bolivia
- Ridens panche  (Williams, 1927) Colombia
- Ridens philistus (Hopffer, 1874)
  - R. philistus philistus Peru
  - R. philistus philia  Evans, 1952 Colombia
- Ridens ridens (Hewitson, 1876) Panama to Brazil
- Ridens telegonoides (Mabille & Boullet, 1912) Colombia
- Ridens toddi Steinhauser, 1974 El Salvador
- Ridens tristis (Draudt, [1922]) Bolivia, Peru